# Río Grande de Arecibo
Río Grande de Arecibo o simplemente Río Arecibo es un río del estado libre asociado de Puerto Rico. Las cabeceras se encuentran en las montañas al sur de Adjuntas, en la unión de los ríos Vacas y Cidra. Desde allí fluye hacia el norte hasta llegar al océano Atlántico cerca de la bahía de Arecibo. Desemboca en la bahía de Arecibo tras recorrer 52,8 kilómetros. Recorre los municipios de Adjuntas, Utuado y Arecibo; y forma los embalses de Adjuntas y Dos Bocas. Sus tributarios son los ríos: Vacas, Cidra, Saltillo, entre otros.